# Not to Touch the Earth
Pistes de Waiting for the Sun
Love Street Summer's Almost Gone
Not to Touch the Earth (« Ne pas toucher (la) terre ») est une chanson de 1968 des Doors apparue sur leur troisième album Waiting for the Sun (« En attendant le Soleil »), en 1968. 
Son texte est extrait d'un long poème de Jim Morrison The Celebration of the Lizard (« La célébration du Lézard »), assez composite, qui regroupe en fait plusieurs poèmes "cousus ensemble" et rassemblés par leur forte atmosphère mythique et symboliste, et par le "filage" d'une métaphore reptilienne plutôt énigmatique, mais revêtue par Morrison d'une grande importance psychologique et symbolique. 
Le groupe avait essayé d'enregistrer la totalité du texte, mais seul l'extrait Not to Touch the Earth fut à l'époque considéré comme "sortable". Alors, c'est seulement le texte du poème qui a été publié dans son intégralité sur la pochette de l'album, ce qui fut à l'origine d'une grande déception pour son auteur, et marquera un jalon dans les différends qui opposeront Morrison avec les autres membres du groupe.

## Le poème d'origine:The Celebration of the Lizard

### «Work in progress»?
Le mise en musique du poème complet ne sera jamais vraiment finalisée en studio. Mais elle a été publiée, à partir des rushes (audio) de studio, en 2003 sur la compilation Legacy : The Absolute Best. Elle paraît aussi en 2006 en version complète (17,09 minutes) remastérisée, toujours à partir des rushes, à la fin de la ré-édition en CD de l'album Waiting for the Sun, avec son titre original amputé de l'article : « Celebration of the Lizard », et en sous-titre la mention : An experiment/work in progress (« Une expérience/travail en cours »). Au début et à la fin de cet enregistrement, on peut entendre deux improvisations de Jim Morrison à l'harmonica, le seul instrument qu'il jouât en plus des petites percussions au sein des Doors. 
Elle y est précédée de quatre autres titres bonus : une adaptation rock psychédélique plus tardive de l'Adagio d'Albinoni, dans la veine classique qu'affectionnait le claviériste des Doors Ray Manzarek, puis un court dialogue entre Morrison, l'ingénieur du son et les autres musiciens présents concernant Not to Touch the Earth (la partie centrale du poème qui seule sera retenue pour l'album original), et deux prises alternatives, relativement différentes, de cette chanson. 
De plus un enregistrement en concert du morceau « Celebration of the Lizard » dans son entier, effectué lors de la série de concerts entre juillet 1969 et mai 1970, sera publié du vivant de Morrison dans l'album live du groupe : Absolutely Live (en 1970). À propos de la parution de cet enregistrement, Jim Morrison ne cache pas en interview sa satisfaction de le voir enfin gravé en totalité, car il était très attaché à ce poème, qui exprime des aspects obscurs de sa personnalité :

« I like “The Celebration [of the Lizard]”, though it’s not a great version of that piece ; but I’m glad we went ahead and put it out, because if we hadn’t put it on a live album, we would have shelved it forever. I’m glad that we did it, even in the imperfect form in which [“Lizard”] exists. ("J’aime « The Celebration », même si ce n’est pas une très bonne version de ce morceau ; mais je suis heureux qu’on ait pu enfin le sortir, parce que si on ne l’avait pas mis sur un album live, on l’aurait mis de côté pour toujours. Je suis heureux que nous l’ayons fait, même sous la forme imparfaite dans laquelle [« Lizard »] existe"). ».

— Jim Morrison, cité dans Don't Forget The Songs 365

### La résurgence lyrique d'un archétype
```
Mais pourquoi « célébrer » le Lézard, et pourquoi Jim Morrison avait-il investi ce poème d'une aura si importante qu'il lui avait emprunté ce qui allait devenir l'un de ses surnoms favoris : 
The Lizard King
 (
« Le Roi Lézard »
)
[
4
]
 ?
```

#### Une épopée inachevée?
On peut remarquer d'abord, avec les commentateurs et critiques musicaux, que ce type de vaste projet poético-musical n'est pas le premier ni le dernier du genre dans la production discographique des Doors : ils avaient en effet pris l'habitude dans leurs deux premiers disques, de terminer leur album par un long poème lyrico-épique de Jim Morrison mis en musique, souvent déclamatoire, plutôt allégorique et énigmatique, et qui sortait clairement et délibérément du cadre temporel étroit du passage en radio (qui impose une durée d'environ trois minutes), comme du formatage habituel du "tube" avec un refrain facilement mémorisable.
Ce format au long cours était destiné à laisser s'exprimer sans entrave la veine profondément poétique de l'écriture de Morrison, en laissant s'établir par la musique, le bruitage et les effets, une ambiance sonore favorable, comme un écrin, aux mots du poète. Ce fut déjà le cas de leur premier album The Doors en janvier 1967, avec en final (c'est le cas de le dire) le poème musical et prophétique The End [« La Fin »] (11:42) ; puis de l'album suivant : Strange Days [« Jours étranges »] en septembre 1967, avec When the Music's Over [« Quand la Musique est finie »] (10:58), qui répète aussi à plusieurs reprises comme un refrain Until the end (« jusqu’à la fin »)... Dans le même album, on peut noter que ce style de morceau, déclamation poétique sur fond sonore dans une ambiance et avec des images de cauchemar, est aussi présent sur le cinquième titre du disque, quoique cette fois sur une durée courte : Horse Latitudes [« Latitudes cheval / des chevaux »].
Ce sera d'ailleurs encore le cas des albums qui suivront ce troisième album de Waiting for the Sun [« En attendant le Soleil »](juillet 1968) : on trouve ainsi le morceau The Soft Parade (9:41 en version longue) à la fin de leur quatrième album éponyme The Soft Parade [« Le Gentil Défilé »] (en 1969). Et ce sera Riders on the Storm [« Cavaliers de l'Orage »] (7:15), qui fera la conclusion de leur sixième album studio L.A. Woman [« La Femme de Los Angeles »] (avril 1971), l'ultime chanson enregistrée en studio avec les Doors par Jim Morrison avant sa mort, ce qui n'est pas sans lui conférer a posteriori une dimension testamentaire. L'absence de ce final poétique déclamatoire laisserait donc comme un goût d'inachevé à ce troisième album des Doors, au moins aux yeux de Jim Morrison et pour certains fans du groupe. 
D'ailleurs, comme le confirme le critique musical, journaliste et écrivain Paul S. Williams (qui a assisté aux séances d'enregistrement de l'album, et même un peu participé aux bruitages en fond sonore d'une autre chanson, The Unknown Soldier) : « Originally, the plan for "Waiting" was to include another major piece in the groundbreaking tradition of The End and When the Music's over from the two previous album ». (« À l’origine, le projet pour [l'album] "Waiting" était d’inclure un autre morceau majeur dans la tradition révolutionnaire de The End et de When the Music’s over des deux albums précédents. ») ». Not to Touch the Earth ne devait être que le passage central, le pivot de ce long « poème épique », qui était en fait prévu pour donner son titre à l'album entier qui devait s'appeler : The Celebration of the Lizard et non Waiting for the Sun. On peut d'ailleurs noter que le morceau proprement dit Waiting for the Sun ne paraîtra qu'en février 1970 dans le cinquième album du groupe Morrison Hotel, après même la parution de l'album The Soft Parade, donc assez loin de ce troisième album, ce qui marque le changement de projet en dernière minute concernant cet album, et inaugurera la déception de Morrison comme sa prise de distance avec l'industrie musicale de l'univers rock.
Pour autant, comme le dit cet autre poète et critique musical, ce n'est que « pour l’amateur inexpérimenté des Doors, que “The Celebration of the Lizard” est une épopée imparfaite qui n’a jamais trouvé la lumière en studio pendant les sessions d'enregistrement de l'album Waiting for The Sun ». Et ce n'est, comme il le dit, que pour un lecteur négligent de l’œuvre de Morrison que cette « "pièce de résistance" compliquée » [en français dans le texte] est un bric-à-brac mal ficelé, sans cohérence interne forte, en fait « composé d’une pléthore de poèmes différents de Jim Morrison : Lions in the Street (« Lions dans la rue ») ; Wake Up! (« Réveille-toi ! ») ; A Little Game (« Un petit jeu ») ; The Hill Dwellers (« Les habitants des collines ») ; Not to Touch the Earth (« Ne pas toucher (la) terre ») ; Names of the Kingdom (« Les Noms du Royaume ») et The Palace of Exile (« Le Palais de l'Exil ») ».

#### Renouer le fil d'un voyage intérieur
Ce qui assure en fait la cohérence de l’œuvre de Jim Morrison, et de ce long poème composite en particulier, ce sont d'abord des thèmes récurrents, et des métaphores obsédantes : la hantise de la mort d'abord, de la fin prochaine et inévitable d'une ère, la nécessité de courir, de fuir un destin tracé, la volonté de changer la vie et d'échapper aux injonctions "vertueuses" d'une société gangrenée par la violence, une révolte et une angoisse sourdes, l'impossible rédemption ou renaissance par l'amour, une sensualité souvent désespérée, ainsi que la persistance de visions chamaniques... le tout étant peut-être lié à l'expérience traumatisante d'un accident de la route avec de nombreux morts amérindiens quand il avait cinq ans (voir la section "Une expérience mystique précoce" de l'article consacré à Jim Morrison). On voit peut-être un affleurement de ce souvenir traumatique dans l'exclamation, située presque exactement au milieu du poème et qui en représente comme le centre de gravité : 
| « Wait! There’s been a slaughter here... » |  |  |  |  |  | « Attendez ! Il y a eu un massacre ici... » |
Et l'image des reptiles fait partie au premier rang de ces métaphores récurrentes, symbolisant la forte volonté de Morrison d'accomplir par les mots un voyage intérieur à la rencontre de ses démons pour les exorciser, ou peut-être les apprivoiser, utiliser leur force pour se sublimer, célébrer la mort (« The End ») pour la défier. D'ailleurs dès The End, ce premier long poème mis en musique, le thème reptilien est présent, vaguement maléfique :
| « There's danger on the edge of town Ride the King's highway, baby Weird scenes inside the gold mine Ride the highway west, baby Ride the snake, ride the snake To the lake, the ancient lake, baby The snake is long, seven miles Ride the snake... he's old, And his skin is cold[8] » |  |  |  |  |  | « Les abords de la ville sont dangereux, Prends la grande route royale, bébé. Scènes étranges au fond de la mine d’or ; Prends la grande route vers l’Ouest, baby. Chevauche le serpent, chevauche le serpent Vers le lac, le lac antique, bébé. Le serpent est long, sept miles [ / dix mille mètres[9] ; Chevauche le serpent... il est vieux [ / il a mille ans[10]] Et sa peau est froide[11]. » |
Alors, ― et cela fait toute son importance — cette épopée inaboutie du Roi Lézard devait renouer le fil de l'expression lyrique de ce voyage intérieur, désespérément commencé par sa fin (in The End encore), retardé un temps par l'émerveillement éphémère de la musique et ses épreuves chamaniques (danse sur le feu), et puis le froid silence solitaire et désespéré après qu'elle s'est tue, dans When the Music's Over à la fin de Strange days : « When the music's over... / Turn out the lights... / Well the music is your special friend / Dance on fire as it intends / Music is your only friend / Until the end... » (« Quand la musique est finie... / Éteins les lumières... / Oui la musique est ton amie bien spéciale / Danse sur le feu, comme elle t'y invite / La musique est ta seule amie / Jusqu'à la fin... ») ». 
Et enfin, le recours à la magie, noire évidemment : « Jim wanted “Lizard” to be the third opus of his grand epic trilogy when he admitted : « “The Celebration of the Lizard” was an invitation to the dark forces ». Unfortunately as a result of Jim’s failure to bring his poetic masterpiece to life, the only forces that inhabited The Doors singer unleashed the personal demons that led to the eventual chemical demise of poet we knew as Jim Morrison. » (« Jim voulait que ce “Lézard” soit le troisième volet de sa grande trilogie épique quand il avoua que « “The Celebration of the Lizard” était une invitation aux forces obscures ». Malheureusement, en raison de l’échec de Jim à donner vie [en musique] à son chef-d’œuvre poétique, ce sont seulement les forces [sombres] qui hantaient le chanteur des Doors qui ont alors déclenché ses démons personnels, lesquels ont mené à l'éventuelle disparition chimique du poète que nous connaissions sous le nom de Jim Morrison ») ». 
D'ailleurs, Morrison s'était depuis longtemps trouvé une parenté métaphorique et symbolique avec ses compagnons reptiliens qu'il considérait comme une matérialisation de l'inconscient et un archétype psychique majeur dans la psychologie analytique junguienne (qu'il connaissait bien, voir la section "Un étudiant atypique" de l'article sur Jim Morrison) ayant dit en interview : 

« We must not forget that the lizard and the snake are identified with the unconscious and with the forces of evil. There’s something deep in human memory that responds strongly to snakes. Even if you’ve never seen one. I think that a snake just embodies everything that we fear ».  (« Nous ne devons pas oublier que le lézard et le serpent sont identifiés à l’inconscient et aux forces du mal. Il y a quelque chose de profondément ancré dans la mémoire humaine qui réagit très fortement aux reptiles. Même si tu n’en as jamais vu. Je pense qu’un serpent incarne tout ce que nous craignons. ») »,.

— Jim Morrison, Interview, cité dans Don't Forget The Songs 365
« Charmeur de serpents, Jim Morrison l'était indubitablement : avec les foules, dont il a beaucoup étudié la psychologie, il orchestrait, en gourou, des expériences de transes collectives » (Maxime Pargaud, « Un lézard géant nommé Jim Morrison », Le Figaro).
```
En « célébrant le Roi Lézard », Morrison souhaitait donc affronter ses peurs, et nous inviter à faire de même avec les nôtres :
```

« “I wasn’t ready to embrace my poetic mantle. I had so miles to go before I could contemplate those contradictions battling deep inside me”. [So,] The Celebration of the Lizard is a journey of Jim’s facing his own fear of the snake by embracing the reptilian aesthetic ; Morrison found strength with his guise of words transforming himself into his self-created "Lizard King" ».  (« “Je n’étais pas prêt à embrasser mon manteau poétique. J’avais tant de kilomètres à parcourir avant de pouvoir contempler ces contradictions qui se battent au plus profond de moi”. [Alors,] The Celebration of the Lizard est un voyage de Jim face à sa propre peur du serpent en embrassant l’esthétique reptilienne ; Morrison trouva de la force dans son déguisement de mots et se transforma en son "roi lézard" auto-proclamé (/qu'il s'était inventé) ») ». Un peu comme une psychothérapie poético-homéopathique en forme de tentative de "combattre le mal par le mal" ?

#### Une impasse existentielle?
Mais affronter ses peurs, même en les symbolisant et en les transposant par la pratique de l'écriture poétique, n'est pas une entreprise psychologiquement sans risque, surtout lorsqu'elle concerne une personnalité instable voire borderline comme celle de Jim Morrison selon plusieurs de ses proches (voir la section "Une saturation nerveuse" de l'article consacré à Jim Morrison). 
D'autant que le succès fulgurant des Doors avait à l'époque contribué à déstabiliser encore plus leur chanteur charismatique par une notoriété soudaine et une célébrité de plus en plus envahissante, et peut-être à contresens de ses objectifs profonds : dès avant l'enregistrement de l'album Waiting for for the Sun, il commence à comprendre que sa notoriété peut le piéger en l'entraînant dans une logique du « toujours plus » en matière de provocation. Parallèlement, il découvre, à l'occasion de son arrestation lors du concert de New Haven le 9 décembre 1967, d'abord le "suivisme", puis la "passivité" de son public, lequel le laisse emmener sans protester par la police après ses incitations à la révolte ; sa volonté de s'appuyer sur les forces sociales actives du Flower Power et leur potentiel révolutionnaire pour infléchir les valeurs de la société américaine vers plus d'humanisme et vers une non-violence active (notamment contre la guerre au Viêt Nam), lui apparaît dès lors comme de plus en plus illusoire. 
Et même lorsqu'il parvient à ses fins , au cours de la brûlante année 1968, en transformant plusieurs concerts en émeutes antimilitaristes, notamment grâce à une exploitation scénique spectaculaire de leur chanson The Unknown Soldier, et à son dernier vers devenu slogan « War is over! » (La guerre est finie !), lorsqu'il visionne les  rushes du film tiré de ces concerts, il s'aperçoit avec effroi que la manipulation n'était peut-être pas du côté qu'il croyait, et il reconnaîtra dans une interview y « voir une série d'événements que je croyais contrôler... Je me suis d'un seul coup rendu compte (...) que c’était moi la marionnette et que j'étais seulement le jouet de nombreuses forces dont je n'avais qu'une vague notion ». (Sur toutes ces questions, voir les sections "Célébrité" et "Un désintérêt grandissant pour le rock" de l'article consacré à Jim Morrison, ainsi que la section "Le contenu et la portée" de l'article consaré à la chanson The Unknown Soldier).
D'ailleurs, dans le même ordre d'idées que cette confidence de Morrison, « John Densmore, le batteur des Doors, voyait en réalité Celebration of the Lizard comme l’excuse de Morrison pour déchaîner sa folie intérieure ». Et il s'adressait ainsi, dans son autobiographie, à son chanteur soliste et ami mort prématurément, soulignant le divorce grandissant, et douloureusement ressenti par lui dès cette époque, entre l'image publique de Morrison et ses vrais objectifs, ainsi que son ambivalence délétère sur ces sujets : 

« You were beginning to hate your public image, which in a later interview you admitted to consciously creating. One of the lines in “Celebration of the Lizard” marked the turning point, when you started to buy your own press image and lose your sense of humor about taking public admiration too seriously. Was it a case of you living out your myth, or of the myth turning on you? Buying that lizard skin suit might have been a clue ».

— John Densmore, Riders on the Storm : My Life with Jim Morrison and the Doors
Traduction-adaptation : 

#### Une dimension narrative énigmatique?
Mais quelle est cette ligne fatidique, et révélatrice, du poème, à laquelle fait allusion John Densmore ? Serait-ce celle-ci, déjà évoquée, si chargée de lourds souvenirs : « Wait! / There’s been a slaughter here... » (« Attendez ! / Il y a eu un massacre ici... ») » ? 
Ou bien serait-ce cette phrase-là, répétée à deux reprises dans le poème complet, mais aussi murmurée d'une voix fantômatique par Morrison à la toute fin de la chanson Not to Touch the Earth : « I am the Lizard King / I can do anything » (« Je suis le Roi Lézard / Je peux tout faire ») » ? 
À moins que cette seconde phrase ne soit en fait un effort, une démarche, une invocation chamanique du « Roi Lézard » pour tenter de répondre à distance à l'anxiété allumée par le massacre de la première phrase qui nimbe l'ensemble du poème d'une aura maléfique ? C'est aussi ce que suggèrent à la fois la biographie de Morrison et l'hypothèse de Densmore.
Ce Roi Lézard omnipotent intervient dans le texte de la chanson après l’apparition du « serpent dont la fille du pasteur est tombée amoureuse » (?) , suivie d’une montée paroxystique de la tension et du volume sonore, avec accélération haletante du tempo, qui accompagne la course éperdue, hors d’haleine, du narrateur, et la répétition obsédante, fortement martelée, parfois en réponse avec l'orgue dans un effet syncopé, de mots brefs avec assonance : « run / sun / burn / soon / moon » (« cours / soleil / brûle / lune / bientôt »). Celle-ci culmine en une transe frénétique et un déluge sonore entrecoupés de courts silences brusques, scandés par les accords erratiques du clavier de Ray Manzarek, par la dérive de la guitare de Robby Krieger et la batterie puissante de Densmore. Après que ces feux se sont éteints, Morrison murmure alors ces mots avec une grande douceur, de façon presque imperceptible, à la limite du message subliminal, brutalement interrompu par un accord extrêmement dissonant plaqué sur le clavier avec le volume au maximum, comme un coup de massue. La chanson terminée, mais seulement dans la réédition remastérisée de l’album en CD de 2006, avec cinq morceaux en bonus, déjà évoquée, on entend encore une phrase de l’ingénieur du son (ou de Morrison ?) et relayée par le micro du studio, en total décalage avec l’atmosphère hallucinée de la fin de la chanson. Sa conservation dans l’enregistrement et ce décalage nous laissent volontairement sur une impression ambiguë : retour au réel ou un pas de plus dans l’irréel ? Ou encore mise à distance de la transe et du symbole ?
On pourra vérifier les effets produits par cette "mise en scène" sonore et fictionnelle des paroles dans la version en studio de la chanson disponible en CD et sur internet, qui confirme en surimpression la dimension d’exorcisme exprimée de façon latente par le poème. Les aspects de transe chamanique que revêt la seconde partie de la chanson sont confirmés par la version en concert de la chanson disponible en CD (in Absolutely live) et par les images, habilement montées et coordonnées au son, qui l’accompagnent dans la version disponible sur internet.
Cette analyse de la structure narrative induite par la musique, pour cet extrait du poème que représente la chanson finalement retenue, est corroborée par l'écrivain et musicologue Chuck Crisafully quand il commente cet album dans son livre : « Moonlight Drive, The Stories behind every Doors’ Song » (« Promenade au Clair de Lune, Les histoires derrière chaque chanson des Doors »). Il explique ainsi :

« When the ‘Waiting for the sun’ sessions staled and dragged, it became the only section of the epic poem to make it on to the record. The poem as a whole described a kind of mass exodus from modern civilization and a return to a more tribal manner of existence. The roving travelers of "Celebration" are stopped during their journey to recount their adventures and restate their purpose, and that’s what creates the poem’s phantasmagoric stream of images. The nonlinear tale was to come to a frenzied climax with ‘Not To Touch The Earth’. ».

— Chuck Crisafully, Moonlight Drive
Traduction-adaptation :

« Quand les sessions d’enregistrement de ‘Waiting for the sun’ sont tombées dans une impasse et ont commencé à traîner, c’est devenu la seule section enregistrée du poème épique exploitable pour le disque. Le poème dans son ensemble décrivait une sorte d’exode massif de la civilisation moderne et un retour à un mode d’existence plus tribal. Les voyageurs nomades de ‘Célébration’ se sont arrêtés pendant leur voyage pour raconter leurs aventures et réaffirmer leur but, et c’est ce qui crée le flot d’images fantasmagoriques du poème. Le récit non linéaire devait arriver à un point culminant frénétique avec ‘Not To Touch The Earth’. »

Dans cet ordre d'idée, il est utile de rappeler que Jim Morrison était initié, par son amie journaliste Patricia Kennealy, aux rituels de la Wicca (néopaganisme celtique, chamanisme, druidisme, magie), et qu'il était très sensible et informé sur le sujet des cultures amérindiennes, notamment dans leur rapport mystique à la « Mère Nature » (voir les sections "Une expérience mystique précoce" et "Morrison, l'anti-hippie ?" de l'article consacré à Jim Morrison).

## Sens du texte
La seule chanson finalement extraite du poème dans l'album original commence par les mots : « Not to touch the earth, not to see the sun... » (Ne pas toucher la terre, ne pas voir le soleil...), qui lui donnent son titre.
Il s'agit de sous-chapitres du soixantième chapitre du Rameau d'or de James Frazer (première parution en 1890), intitulé « Entre Ciel et Terre ». Son premier sous-chapitre est « Ne pas toucher la terre», et le deuxième « Ne pas voir le soleil ». Ces sous-chapitres exposent des tabous portant sur certaines personnes (généralement des rois ou des prêtres), qui ne doivent pas marcher sur le sol nu ou recevoir directement le soleil. Frazer a noté que ces superstitions étaient récurrentes dans de nombreuses cultures dites primitives (à l'époque), et semblent être liées à des traditions et des tabous concernant la ménarche et les rites d'initiation des femmes qui la suivent. Les travaux de James Frazer étaient une des influences de Morrison, selon la biographie de Jerry Hopkins et Danny Sugerman No One Here Gets Out Alive (1980).
À la toute fin de la chanson, on entend donc Jim murmurer les paroles qui deviendront les plus emblématiques du poème, au point de lui valoir l'un des deux surnoms qu'il s'est choisis (voir, au sujet de ses surnoms, l'encart ou infobox en tête de l'article sur Jim Morrison) : 
| « I am the Lizard King I can do anything[22] » |  |  |  |  |  | « Je suis le Roi Lézard Je peux tout (/Je peux faire tout ce que je veux) » |
L'apparente naïveté de cette « déclaration d'omnipotence » du Roi Lézard auquel Morrison s'identifie, ne contredit pas ses désillusions de l'époque, déjà évoquées, à propos du rôle que la musique pop-rock et lui-même pourraient jouer dans le mouvement d'émancipation et de révolte de la jeunesse. Elle se situe plutôt au plan symbolique des manifestations inconscientes de la psyché, et pourrait bien se rattacher à la puissance symbolique prêtée aux reptiles en général dans les religions antiques et totémiques : de la dimension solaire accordée aux divinités reptiliennes de la religion égyptienne, jusqu'à l'Uræus royal attribut de Pharaon (le cobra femelle symbolisant sa toute-puissance et son origine divine, le protégeant contre ses ennemis, assimilée à l'œil de Rê et à sa fille, soit une puissante déesse solaire), et au rôle du serpent dans la Genèse biblique. Cette interprétation symbolique et « magique » du poème a été validée à plusieurs reprises en interview par Morrison lui-même,,, à partir de sa connaissance avérée de la psycho-analyse junguienne et de l'œuvre de Jérôme Bosch.
On peut aussi remarquer que ce symbole reptilien et ce Roi Lézard, auquel Jim Morrison s'identifie, n'est pas sans rappeler l'Iguane, surnom que s'était choisi son contemporain un peu plus jeune et un peu plus tardif dans le succès : Iggy Pop, après son passage dans le groupe des Iguanas. Iggy Pop d'ailleurs s'inspirera beaucoup du jeu de scène de son aîné, mais en cherchant à le surpasser dans l'outrance, l'exhibition et la provocation, et entretenant comme lui avec son public une relation complexe, ambivalente (voir les sections "Avant les Stooges (1963-1966)" et "The Stooges (1967-1974)" de l'article consacré à Iggy Pop).

## Texte et traduction
On présentera ici entre crochets les vers qui sont dans le passage concerné du poème original de The celebration of the Lizzard mais ne sont pas repris dans la chanson No to Touch the Earth, et inversement sont mis entre parenthèses les mots qui sont dans la chanson mais ne sont pas dans le poème original. Entre tirets on trouvera les interjections audibles dans la chanson mais qui ne sont pas dans le poème, et ne sont pas reprises non plus dans le livret de l'album. À ces exceptions près, le texte de la chanson ici présenté est celui du livret de l'album Waiting for the Sun, dans sa réédition de 2006. Pour ce qui est de la traduction, elle est inspirée mais aussi démarquée — car elle en diffère sur plusieurs points — de celle d’Hervé Muller pour The Celebration of the Lizzard, dans l'ouvrage qu'il a dirigé et qui récapitule tous les « Écrits » de James Douglass Morrison (Christian Bourgois éditeur, réédition de 1993).
| « Not to touch the earth Not to see the sun Nothing left to do, but Run, run, run Let’s run, let's run House upon the hill Moon is lying still Shadows of the trees Witnessing the wild breeze C’mon baby run with me Let’s run Run with me Let’s run The mansion is warm, at the top of the hill Rich are the rooms and the comforts there Red are the arms of luxuriant chairs And you won’t know a thing till you get inside Dead president’s corpse in the driver’s car The engine runs on glue and tar Come on along, [we’re] not going very far To the East to meet the Czar Run with me Let’s run — Whoa ! — Some outlaws lived by the side of the lake The minister’s daughter’s in love with the snake Who lives in a well by the side of the road Wake up, girl! We’re almost home — Yeah, c'mon ! — (We should see the gates by mornin' We should be inside by evenin') Sun, sun, sun Burn, burn, burn Soon, soon, soon Moon, moon, moon I will get you Soon! Soon! Soon! [Let the carnival bells ring Let the serpent sing Let everything] (I am the Lizard King I can do anything)[24] » |  |  |  |  |  | « Ne pas toucher (la) terre Ne pas voir le soleil Plus rien d'autre à faire que de Fuir, fuir, fuir Fuyons, courons, vite ! Une maison sur la colline La lune repose tranquille Les ombres des arbres Témoignent de la brise sauvage Viens ma belle, fuis avec moi Fuyons Cours avec moi Courons Il fait chaud au manoir tout en haut de la colline[25] Riches et confortables y sont les chambres Rouges sont les bras des fauteuils luxuriants Et tu ne sauras rien avant d'y avoir pénétré. Corps du président mort dans la voiture du chauffeur Le moteur marche à la colle et au goudron Viens donc, nous n'allons pas bien loin Vers l'Est, pour rencontrer le Tsar. Cours avec moi Courons — Wouah ! — Quelques hors-la-loi vivaient au bord du lac La fille du pasteur est amoureuse du serpent Qui vit dans un puits au bord de la route Réveille-toi, petite fille ! Nous sommes presque arrivés. — Ouais, allez ! — (Nous devrions voir les portes au petit jour Nous devrions être entrés dans la soirée) Soleil, soleil, soleil Brûle, brûle, brûle Bientôt, bientôt, bientôt Lune, lune, lune Je te prendrai Bientôt ! Bientôt ! [Faites sonner les cloches du carnaval Laissez le serpent chanter Laissez tout se faire[26] (Je suis le Roi Lézard Je peux tout) » |

## Reprises
Cette chanson a été reprise par Deceased (en), Marilyn Manson, Queens of the Stone Age, Bile (groupe) (en), Nicole Atkins, Madrugada et Otep.